# Teinainano Urban Council
Il Teinainano Urban Council (TUC) è il principale comune delle Kiribati, che forma la parte principale di Tarawa Sud.
Comprende la metà della popolazione della Repubblica ed è sede, con Betio, l’altro comune, della capitale e del principale aeroporto, quello di Bonriki.
Il comune è un susseguirsi di isole e isolotti collegati da un'unica strada continua.
Il Teinainano Urban Council comprende, da Est ad Ovest, Bairiki, Nanikai, Teaoraereke, Antebuka, Banraeba, Ambo, Taborio, Tangintebu, Eita, Abarao, Bikenibeu, Nawerewere, Temwaiku, Bonriki e Tanaea.
Ci si trovano: la State House, i principali ministeri ed ambasciate a Bairiki, il campus dell’University of the South Pacific a Teaoraereke, la Maneaba ni Maungatabu ad Ambo, il Kiribati Teacher College e il King George V and Elaine Bernacchi School, sono a Bikenibeu, ed il Tungaru central hospital a Nawerewere. La Diocesi cattolica è a Teaoraereke, la Kiribati Uniting Church ad Antebuka, la National Spiritual Assembly of the Bahá’ís of Kiribati a Bikenibeu, e The Church of Jesus Christ of Latter-day Saints ad Eita.

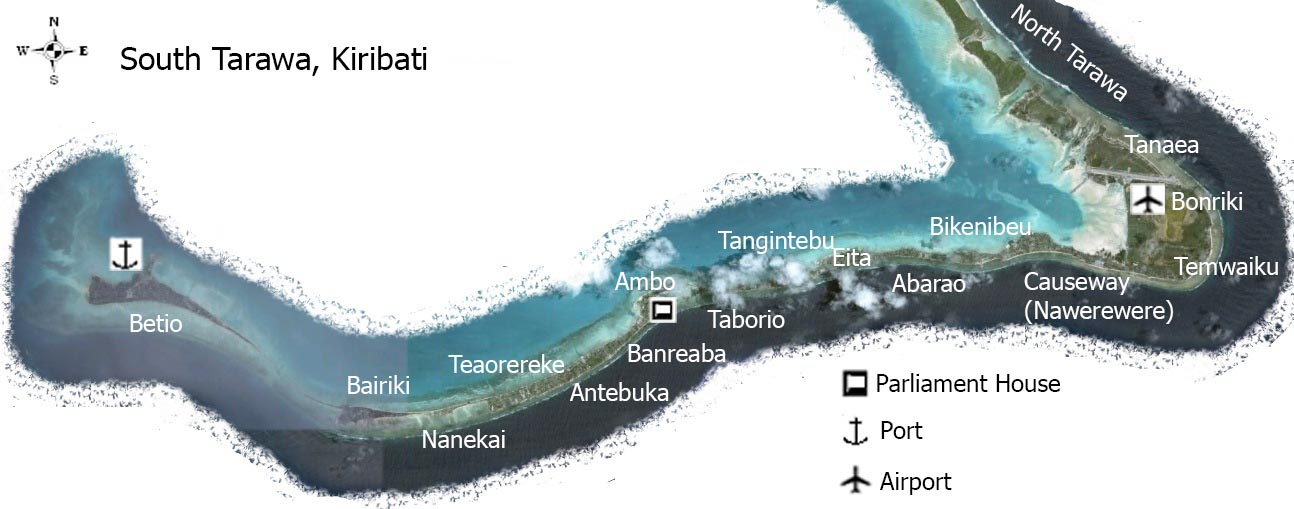
Isole del TUC